# Kuartango
Kuartango (spanyolul: Cuartango) egy község Spanyolországban, a baszkföldi Álava tartományban. Lakosainak száma 408 fő (2024).

## Földrajza
Kuartango Ribera Alta/Erriberagoitia, Valdegovía/Gaubea, Amurrio, Urkabustaiz, Zuia, Vitoria-Gasteiz, Iruña de Oca/Iruña Oka és Berberana községekkel határos.

## Látnivalók
A község melletti bükkerdőben található az úgynevezett gibillói farkascsapda, amely két darab, több mint 300 méter hosszú, egymás mellett haladó kőfalból áll, amelyek azonban nem párhuzamosak, hanem összefelé tartanak, mígnem egy néhány méter hosszú ároknál összeérnek. Régen ennek segítségével ejtették csapdába a farkasokat.

## Népesség
A település lakosságának változását az alábbi diagram mutatja:
| Lakosok száma | 375  | 364  | 364  | 357  | 351  | 356  | 368  | 376  | 396  | 408  |
|               | 2001 | 2004 | 2006 | 2009 | 2011 | 2014 | 2016 | 2019 | 2021 | 2024 |